# إمري سيلو
إمري سيلو (بالمجرية: Szellő Imre)‏ (مواليد 27 يوليو 1983) هو ملاكم مجري، مثّل بلاده في الألعاب الأولمبية الصيفية 2008.

## روابط خارجية
إمري سيلو على موقع بوكس ريك (الإنجليزية) (registration required)
- إمري سيلو على موقع أوليمبيديا (الإنجليزية)